# Фарго, Брайан
Брайан Фарго (англ. Brian Fargo; родился 15 декабря 1962 года) — разработчик компьютерных игр, видная фигура в игровой индустрии. Является автором или соавтором таких игр как Wasteland, Stonekeep, Fallout, Baldur’s Gate, The Bard’s Tale, Hunted: The Demon’s Forge и ряда других.
Родился в Лонг-Бич (Калифорния, США) в 1962 году. Свою первую игровую компанию основал в 18 лет.
В 1983 году основал компанию Interplay Entertainment, где работал над многими ранними играми этой компании, такими как The Bard’s Tale и Wasteland. До 2002 года был генеральным директором (CEO), покинул компанию после того, как управление компанией перешло, главным образом, к Titus Interactive. Сотрудничал с Brainstorm, работая над Chess Mates.
В 2003 году Брайан основал новую компанию, inXile Entertainment, и получил права на Wasteland от EA. В октябре 2004 года InXile выпустила игру The Bard’s Tale для PlayStation 2 и Xbox, версия для Microsoft Windows вышла в начале 2005 года.
13 марта 2012 года Брайан Фарго от лица InXile Entertainment начал проект по сбору средств для создания Wasteland 2 при помощи сервиса Kickstarter. В будущем Фарго планирует все свои игры финансировать с помощью игрового комьюнити, чтобы не зависеть от издателей и их политики. Фарго также стал инициатором программы Kicking It Forward, в которой на март 2013 года участвует 202 успешно профинансированных проекта и 31 проект, находящийся на стадии сбора средств: их создатели дают обещание 5 % прибыли, полученной после их выпуска, потратить на финансирование других проектов на Kickstarter.

## Интересные факты
- В игре Wasteland есть персонаж с именем Фаран Брайго (англ. Faran Brygo), то есть анаграммой имени Брайана Фарго.
- В игре Fallout существует организация с названием Far Go Traders (Дальнобойщики).